# ریوروود (ایندیانا)
ریوروود (به انگلیسی: Riverwood) یک منطقهٔ مسکونی در ایالات متحده آمریکا است که در شهرستان همیلتون، ایندیانا واقع شده‌است. ریوروود ۲۳۷٫۱۴ متر بالاتر از سطح دریا واقع شده‌است.